# Combinação de golpes

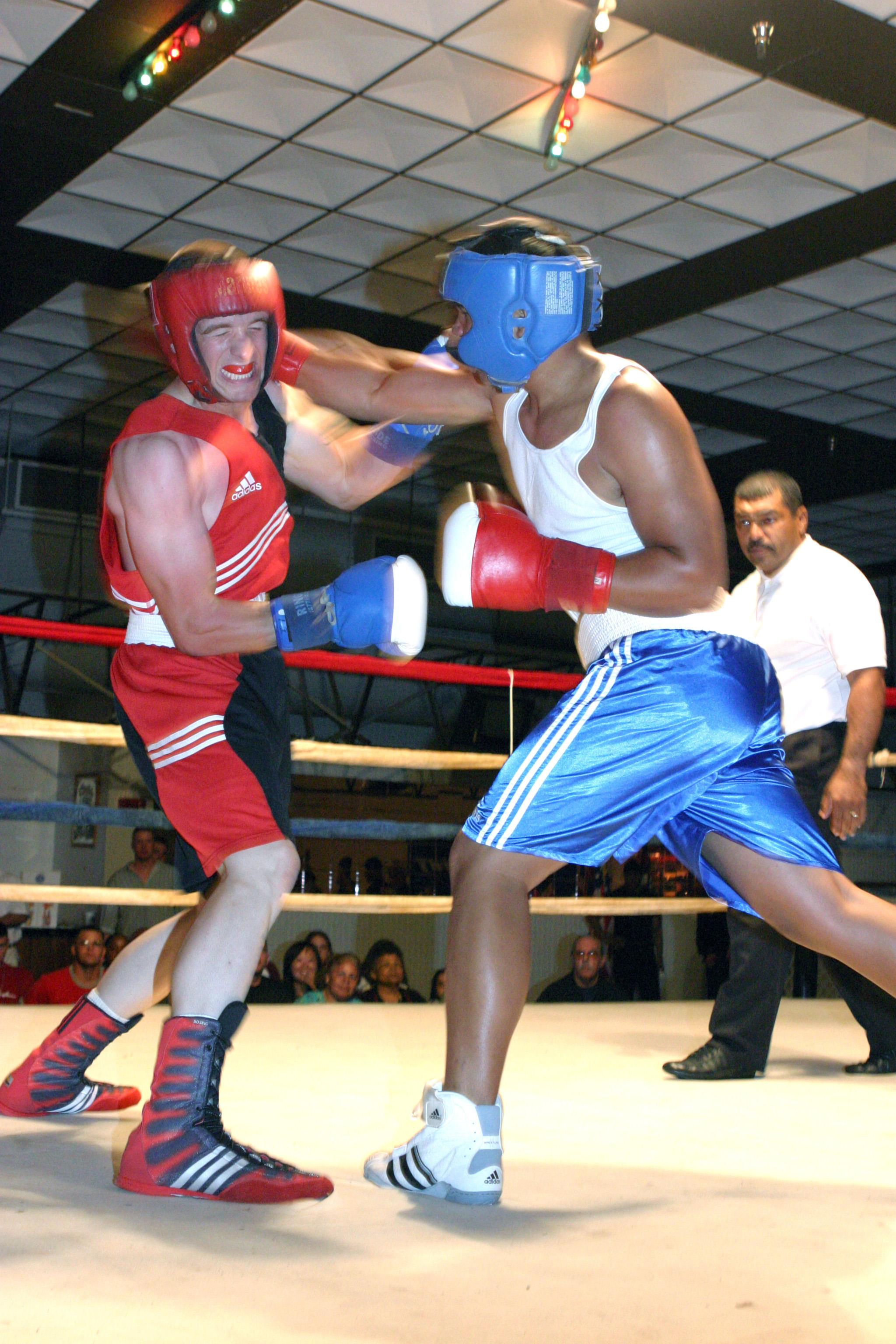
As combinações de golpes são uma parte essencial do boxe

Uma combinação de golpes (geralmente chamada de "combinação" ou "combo") é uma combinação de golpes executados em rápida sucessão, geralmente de uma posição em pé. Se a combinação inclui apenas socos, é chamada de combinação de socos, e se inclui apenas chutes, é chamada de combinação de chutes.
As combinações de golpes populares consistem em socos que permitem ao lutador transferir o peso de uma perna para a outra em um ritmo natural.